# 大熊大貴
大熊 大貴（おおぐま たいき、2013年8月10日 - ）は、日本の子役。クラージュキッズ所属 。

## 出演

### ドラマ
- 悪党～加害者追跡調査～ 第4話（2019年6月2日、WOWOW） - 久保田が助けた男児 役
- やすらぎの刻〜道（2019年、テレビ朝日） - 根来剛 役[2]
- 世にも奇妙な物語'21夏の特別編『成る』（2021年6月26日、フジテレビ） - 岩屋賢太郎（演：又吉直樹）幼少期 役
- ミステリと言う勿れ 第7話（2022年2月21日、フジテレビ）
- 先生のおとりよせ 第6話・第9話（2022年5月14日・6月4日、テレビ東京） - 中田雅臣（演：北村有起哉）幼少期 役
- おもかげ（2023年3月27日、NHK BS4K；2023年5月20日、BSプレミアム）- 竹脇正一の上級生 役
- ビリオン×スクール 第9話・第10話（2024年8月30日・9月6日、フジテレビ） - 零のクラスメイト 役[3]
- こんばんは、朝山家です。 第5話（2025年8月17日、朝日放送テレビ・テレビ朝日） - 小峰岳 役[4]

### 映画
- 鳩の撃退法（2021年8月27日、松竹） - 槇改敏之輔 役
- ふつうの子ども（2025年9月5日公開予定、murmur）[5]

### 舞台
- 舟木一夫特別公演「壬生義士伝」 - 7歳の嘉一 役
- ビリー・エリオット 〜リトルダンサー〜　 - スモールボーイ 役

### CM
- 宝くじ 社会貢献2020「知らないうちに」篇
- 花王 キュキュット CLEAR泡スプレー 「お弁当」篇
- P&G ファブリーズ布用「園長先生のススメ！ファブリーズで抗菌を！」篇

### バラエティー
- 中居正広の金曜日のスマイルたちへ（TBS） - 再現VTR
- 幸せ!ボンビーガール（2018年8月7日、日本テレビ） - 再現VTR[6]
- 痛快TV スカッとジャパン（フジテレビ）
- 今夜はナゾトレ特別版 川柳SP（フジテレビ） - 再現VTR